# Agnès Nyirandabaruta
Agnès Nyirandabaruta est une juge rwandaise et une vice-présidente de la Cour d'appel du Rwanda depuis 2020. Cette fonction l'amène à rejuger en appel des crimes particulièrement graves (crimes contre l'Humanité, crimes de guerre, esclavage ou génocides) et à collaborer avec le Mécanisme international appelé à exercer les fonctions résiduelles des Tribunaux pénaux (dit « Mécanisme »), qui poursuit les auteurs du génocide rwandais depuis la fin du TIPR. 

## Biographie

### Jeunesse et formation
Agnès Nyirandabaruta obtient son premier diplôme de l'Université de Lubumbashi, en République démocratique du Congo en 1996 et une maîtrise en droit international public.

### Carrière
Elle fait partie de la Kigali Bar Association de 1997 à 2001. Elle travaille également comme juriste au village Urugwiro. En 1999, elle est procureure lors du procès de Mgr Augustin Misago, évêque de Gikongoro  mis en cause au moment du génocide de 1994 qui est finalement acquitté,,,.  
De 2003 à 2004, elle participe à la réforme judiciaire du pays. Elle commence sa carrière de juge à la Haute Cour en 2004, institution dont elle postule en 2006 à la présidence. Elle gravit les échelons jusqu'à devenir inspectrice des tribunaux, poste qu'elle occupe pendant huit ans,. Elle est promue à la Cour suprême du Rwanda en 2015 en tant que juge,,,. Nyirandabaruta et 12 autres juges sont nommés à la cour d'appel du Rwanda au moment de sa création par la loi du 2 juin 2018,. Cette institution juge en dernière instance les affaires de terrorisme, les crimes de guerre, les génocides ou les crimes ayant trait au trafic d'êtres humains. C'est après la Cour suprême, la plus haute juridiction du pays. En mars 2020, elle devient vice-présidente de la Cour d'appel,,,.  
En mars 2023, à l'occasion de la journée internationale des femmes, elle est citée dans le magazine Intego et le New Times comme l'une des femmes juges importantes pour le pays, aux côtés de Marie Thérèse Mukamulisa,  Aloysie Cyanzayire ou Immaculée Nyirinkwaya, présidente de la cour suprême de 1995 à 2023 et ancienne étudiante à Paris de l'Université Paris-Panthéon-Assas,,.   
La même année, en juin, elle fait partie de la délégation reçue par Graciela Gatti Santana, présidente du Mécanisme international appelé à exercer les fonctions résiduelles des Tribunaux pénaux.  